# Gal Nevo
Pour les articles homonymes, voir Nevo.
Gal Nevo (hébreu : גל נבו, né le 29 juin 1987 à Hamadia) est un nageur israélien.
Il représente Israël aux Jeux olympiques d'été de 2008 et remporte une médaille de bronze lors des Championnats d'Europe de natation 2010 sur 400 m quatre nages en 4 min 15 s 10.